# Jill Biden
Jill Tracy Jacobs Biden (Hammonton, 3 de junho de 1951) é uma educadora americana que foi a primeira-dama dos Estados Unidos de 2021 a 2025 como esposa do presidente Joe Biden. Ela foi a segunda-dama dos Estados Unidos de 2009 a 2017, quando seu marido era vice-presidente. Desde 2009, Biden é professora de inglês no Faculdade Comunitária da Virgínia do Norte e acredita-se que seja a primeira esposa de um vice-presidente ou presidente a ocupar um cargo assalariado durante o mandato do marido.
Ela nasceu em Hammonton, Nova Jersey, e cresceu em Willow Grove, Pensilvânia. Casou-se com Joe Biden em 1977 e tornou-se madrasta de seus dois filhos desde seu primeiro casamento, Beau e Hunter, cuja mãe e irmã morreram em um acidente de carro em 1972. Joe e Jill Biden têm uma filha, Ashley, nascida em 1981.
É bacharel pela Universidade de Delaware, mestre pela West Chester University e pela Villanova University, e doutorado pela Universidade de Delaware. Ela ensinou inglês e leu em escolas de ensino médio por 13 anos, como também ensinou adolescentes com deficiências emocionais em um hospital psiquiátrico. De 1993 a 2008, foi instrutora de inglês e redação no Delaware Technical & Community College. Desde 2009, atua como professora de inglês no Northern Virginia Community College e é considerada a primeira segunda-dama a ter um emprego remunerado enquanto seu marido era vice-presidente. Ela é a fundadora da organização sem fins lucrativos Biden Breast Health Initiative, co-fundadora do programa Book Buddies, co-fundadora da Biden Foundation, ativa em Delaware Boots on the Ground, e é co-fundadora da Joint Forces com Michelle Obama.

## Vida familiar
Jill Tracy Jacobs nasceu em 3 de junho de 1951, em Hammonton, Nova Jersey. Mudou-se de casa várias vezes enquanto era muito jovem, ela e suas quatro irmãs mais novas passaram a maior parte de sua infância em Willow Grove, Pensilvânia. Seu pai, Donald C. Jacobs, era um caixa de banco que se tornou chefe de uma poupança e empréstimo no bairro de Chestnut Hill, na Filadélfia. O nome de sua família era originalmente Giacoppa antes que seu avô italiano o "anglicizasse". Sua mãe, Bonny Jean Jacobs, era dona de casa, e tinha descendência inglesa e escocesa.
Crescer na região metropolitana da Filadélfia deu a ela um sotaque parcial do local e um interesse duradouro em torcer por times esportivos da Filadélfia. Jill foi descrita como uma "garota durona da Filadélfia". A família não era particularmente religiosa, mas na nona série, teve aulas de forma independente para ingressar na igreja presbiteriana.
Desde pequena, sempre pretendeu ter sua própria carreira. Começou a trabalhar aos 15 anos, o que incluía ser garçonete no Jersey Shore. Frequentou a Upper Moreland High School, onde era um tanto rebelde e gostava de sua vida social, mas sempre gostou das aulas de inglês. Formou-se em 1969.

## Educação, carreira, casamentos e família
Jill se matriculou no Brandywine Junior College na Pensilvânia por um semestre. Tinha a intenção de estudar merchandising de moda, mas não o achou satisfatório. Casou-se com Bill Stevenson, um ex-jogador de futebol universitário, em fevereiro de 1970; com o casamento, ficou conhecida como Jill Stevenson. Dentro de alguns anos, ele abriu o Stone Balloon em Newark, perto da Universidade de Delaware. Tornou-se um dos bares universitários de maior sucesso do país; além de bandas locais, alguns artistas musicais renomados se apresentaram lá, incluindo Bruce Springsteen, com o álbum Born to Run de 1974, bem como Chubby Checker e Tiny Tim.

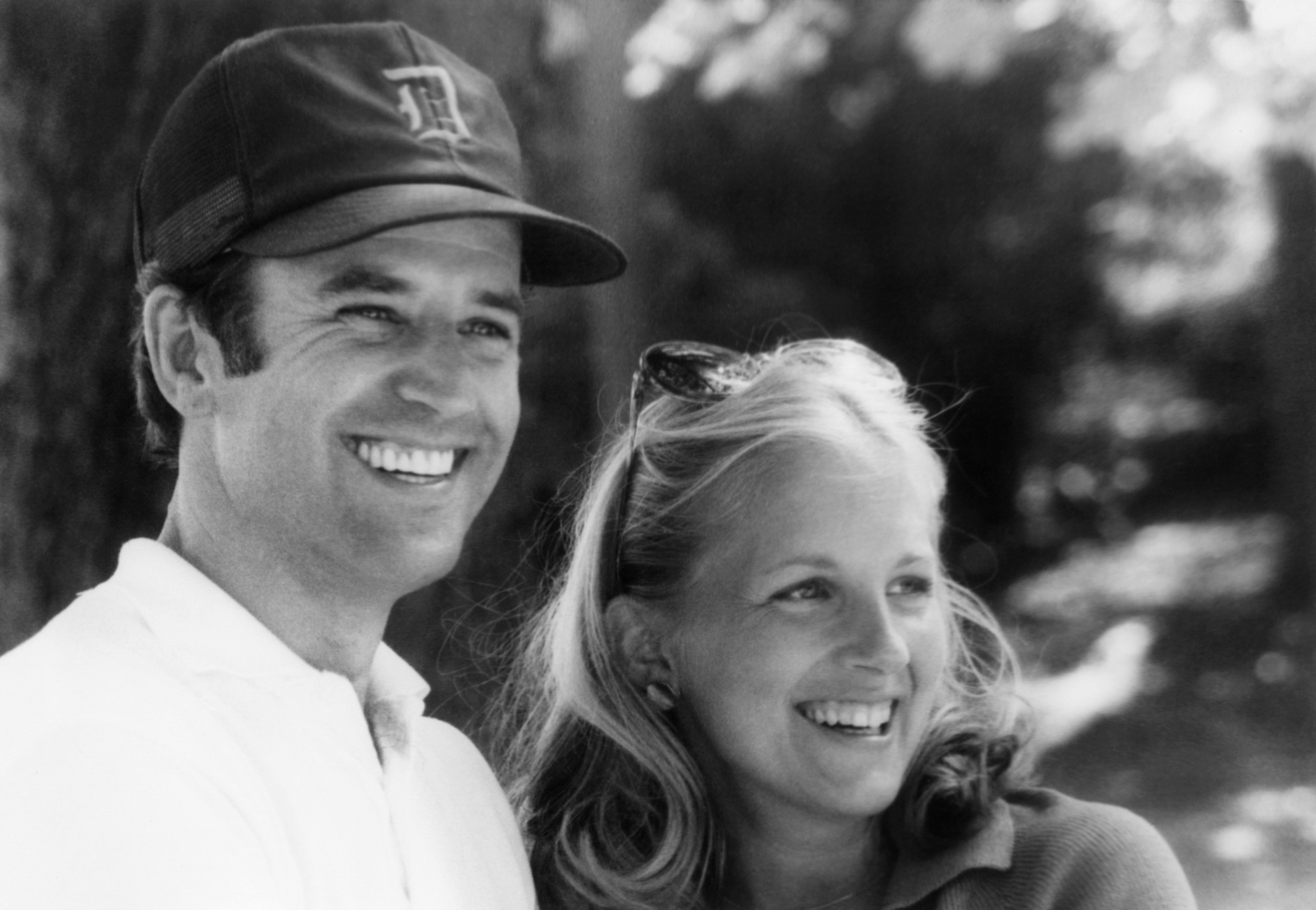
Joe e Jill, logo após se conhecerem na década de 1970.

Mudou sua matrícula para a Universidade de Delaware, onde declarou o inglês como sua principal meta de ensino. Assim, tirou um ano da faculdade e fez alguns trabalhos de modelo para uma agência local em Wilmington. Separou-se de Stevenson em 1974.
Conheceu o senador Joe Biden em março de 1975, em um encontro às cegas estabelecido pelo irmão de Joe, Frank, embora Biden a tivesse visto em um anúncio local. Embora Joe fosse nove anos mais velho que ela, Jill ficou impressionada com sua aparência e maneiras mais formais em comparação com os universitários que ela conhecera, e depois do primeiro encontro, ela disse à mãe: "Mãe, finalmente conheci um cavalheiro." Enquanto isso, estava passando por um processo turbulento de divórcio com Stevenson; o processo judicial terminou com ela não obtendo a metade da participação no Stone Ballon,o que ela queria. O divórcio civil foi concedido com efeito imediato em maio de 1975.
Ela se formou como bacharel em Artes pela Universidade de Delaware em 1975 (algumas fontes dão isso como 1974). Ela começou sua carreira trabalhando como professora substituta no sistema escolar de Wilmington, depois ensinou inglês em tempo integral no ensino médio por um ano na St. Mark's High School, em Wilmington. Por volta dessa época, ela passou cinco meses trabalhando no gabinete do senador Biden; isso incluía viagens semanais com a operação móvel de extensão do senador para as partes do sul do estado.
Jill e Joe Biden se casaram com um padre católico em 17 de junho de 1977, na capela das Nações Unidas na cidade de Nova York. Isso foi quatro anos e meio depois que a primeira esposa e filha morreram em um acidente de veículo; Joe propôs várias vezes antes que ela aceitasse, pois ela estava cautelosa para não entrar nos holofotes do público, ansiosa para permanecer focada em sua própria carreira e hesitante em assumir o compromisso de criar seus dois filhos que sobreviveram ao acidente.
Ela continuou a ensinar e a fazer um mestrado no West Chester State College, fazendo um curso por semestre.. Isso foi concluído quando, durante a gravidez, ela recebeu um mestrado em educação com especialidade em leitura de West Chester em 1981. A filha dos Bidens, Ashley Blazer, nasceu em 8 de junho de 1981, e Jill parou de trabalhar por dois anos enquanto criava os três filhos.

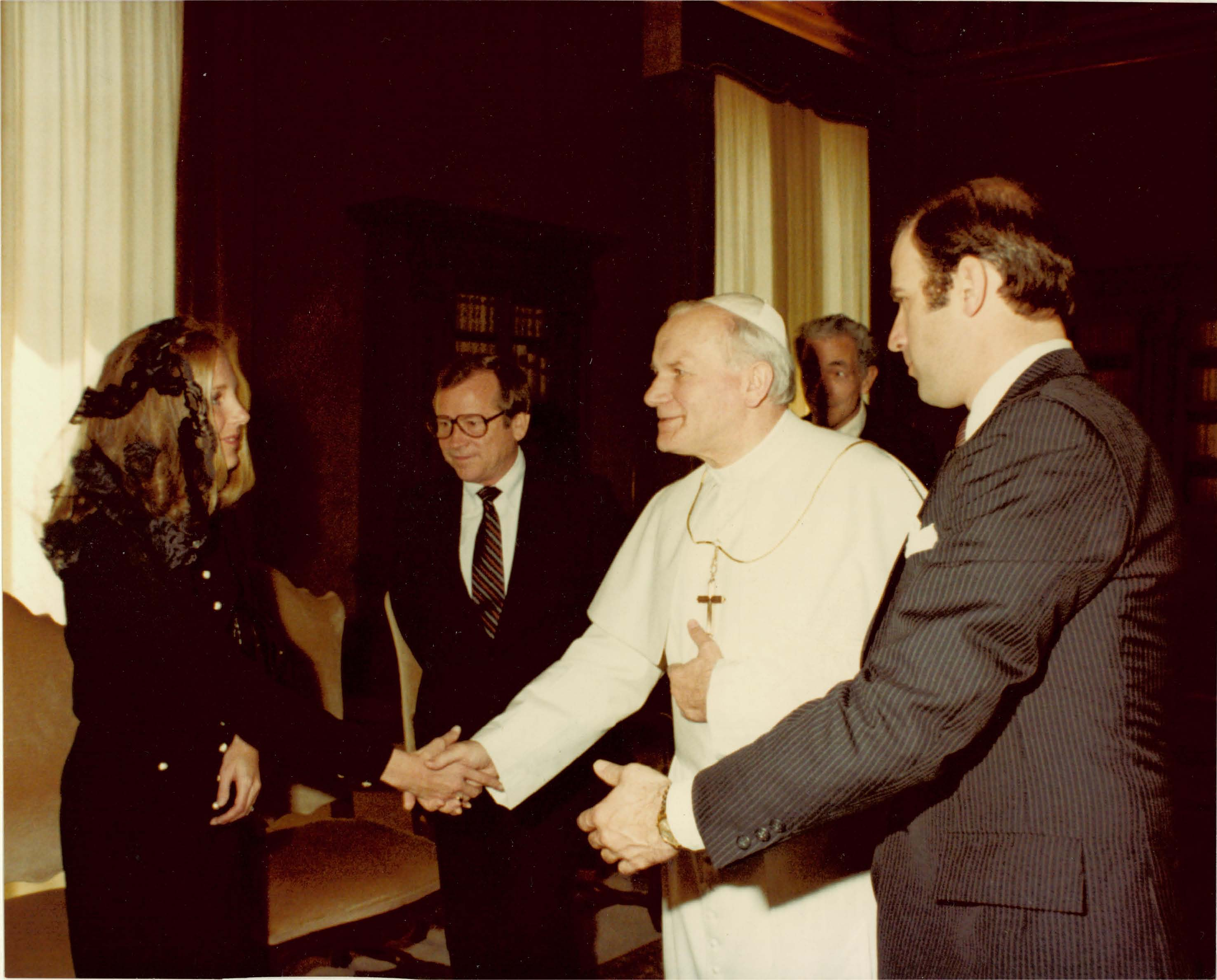
Jill e Joe Biden encontraram-se com o Papa João Paulo II no Vaticano em abril de 1980.

Então voltou a trabalhar, ensinando inglês, atuando como especialista em leitura e ensinando história para alunos com distúrbios emocionais. Ela ensinou no programa para adolescentes do hospital psiquiátrico Rockford Center por cinco anos na década de 1980. Em 1987, Jill recebeu seu segundo diploma de graduação, este como mestre das Artes em Inglês pela Universidade de Villanova. Durante a candidatura de seu marido à presidência em 1988, ela disse que continuaria seu trabalho de ensinar crianças com distúrbios emocionais, mesmo que se tornasse primeira-dama. Ao todo, ela passou treze anos ensinando em escola pública, incluindo três anos na Claymont High School. No início dos anos 1990, ela ensinou inglês na Brandywine High School em Wilmington; vários de seus alunos mais tarde lembraram que ela realmente se preocupava com eles. Ao todo, ela passou treze anos ensinando em escolas públicas de ensino médio.
De 1993 a 2008, Biden foi instrutora no campus Stanton/Wilmington do Delaware Technical & Community College, onde ensinou redação em inglês e redação corretiva, com ênfase em inspirar confiança nos alunos. Ela falou sobre o ensino em uma faculdade comunitária:

Sinto que posso fazer uma diferença maior em suas vidas. Eu simplesmente amo essa população. É muito confortável para mim. Eu amo as mulheres que estão voltando para a escola e recebendo seus graus, porque eles estão muito focados.
Jill Biden é presidente da Biden Breast Health Initiative, uma organização sem fins lucrativos iniciada em 1993 que oferece programas educacionais de conscientização sobre a saúde da mama gratuitamente para escolas e outros grupos no estado de Delaware. Nos 15 anos seguintes, a organização informou a mais de 7.000 meninas do ensino médio sobre a saúde adequada das mamas. Em 2007, ela ajudou a fundar a Book Buddies, que fornece livros para crianças de baixa renda, e tem sido muito ativa na Delaware Boots on the Ground, uma organização que apoia famílias de militares. Ela corre oito quilômetros, cinco vezes por semana, e já correu na Maratona do Corpo de Fuzileiros Navais.
Ela mais tarde voltou à escola para seu doutorado, estudando com seu nome de nascimento, Jill Jacobs. Em janeiro de 2007, aos 55 anos, ela recebeu o título de doutora em Educação com liderança educacional pela Universidade de Delaware. Sua dissertação, Retenção de alunos no Community College: atendendo às necessidades dos alunos, foi publicada sob o nome de Jill Jacobs-Biden.

## Campanha presidencial de 2008

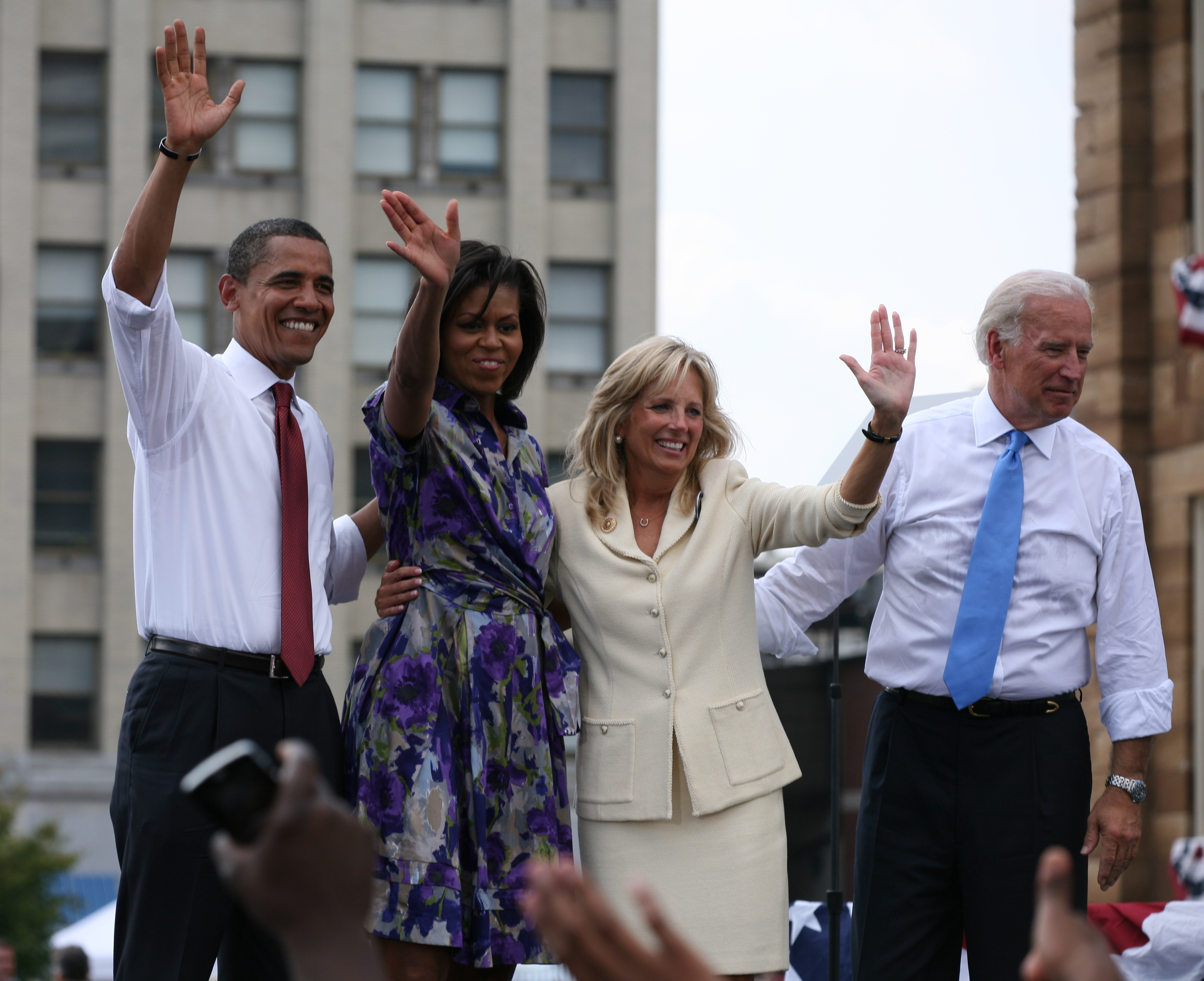
Jill ao lado do marido no anúncio oficial de Biden como candidato a vice-presidente de Obama, em agosto de 2008.

Apesar de se opor à Guerra do Iraque, Jill não queria que seu marido concorresse às eleições presidenciais de 2004, a ponto de interromper uma reunião de estratégia discutindo a possibilidade de entrar em um maiô com a palavra "NÃO" inscrita em sua barriga. Mas, após a reeleição de George W. Bush em 2004, ela pediu a seu marido que concorresse novamente à presidência, depois dizendo: "Eu literalmente vesti preto por uma semana. Simplesmente não conseguia acreditar que ele venceu, porque senti que as coisas que já estavam era tão ruim. Eu era muito contra a Guerra do Iraque. E disse a Joe: 'Você tem que mudar isso, você tem que mudar isso'." Durante a campanha de Joe Biden em 2008 para ser o candidato democrata, ela continuou a ensinar durante a semana e se juntou a ele para fazer campanha nos fins de semana. Disse que teria assumido um papel ativista ao abordar a educação como seu principal foco de preocupação como uma potencial primeira-dama. Ela também disse que era basicamente apolítica e não buscaria inclusão nas reuniões do gabinete.
Depois que seu marido foi escolhido como companheiro de chapa do candidato democrata à presidência, Barack Obama, ela voltou a fazer campanha. Usava um distintivo do Blue Star Mothers Club em reconhecimento à implantação de Beau Biden no Iraque. Ela não era uma oradora política polida, mas foi capaz de estabelecer uma conexão com o público. Também fez algumas aparições conjuntas com Michelle Obama. Durante o tempo em que seu marido estava concorrendo à vice-presidência, Jill Biden continuou a lecionar quatro dias por semana no Delaware Technical & Community College durante o semestre do outono de 2008 e depois fez campanha no fim de semana prolongado, enquanto corrigia trabalhos de classe no ônibus da campanha.

## Segunda-dama dos Estados Unidos

### 1º Mandato (2009-2013)

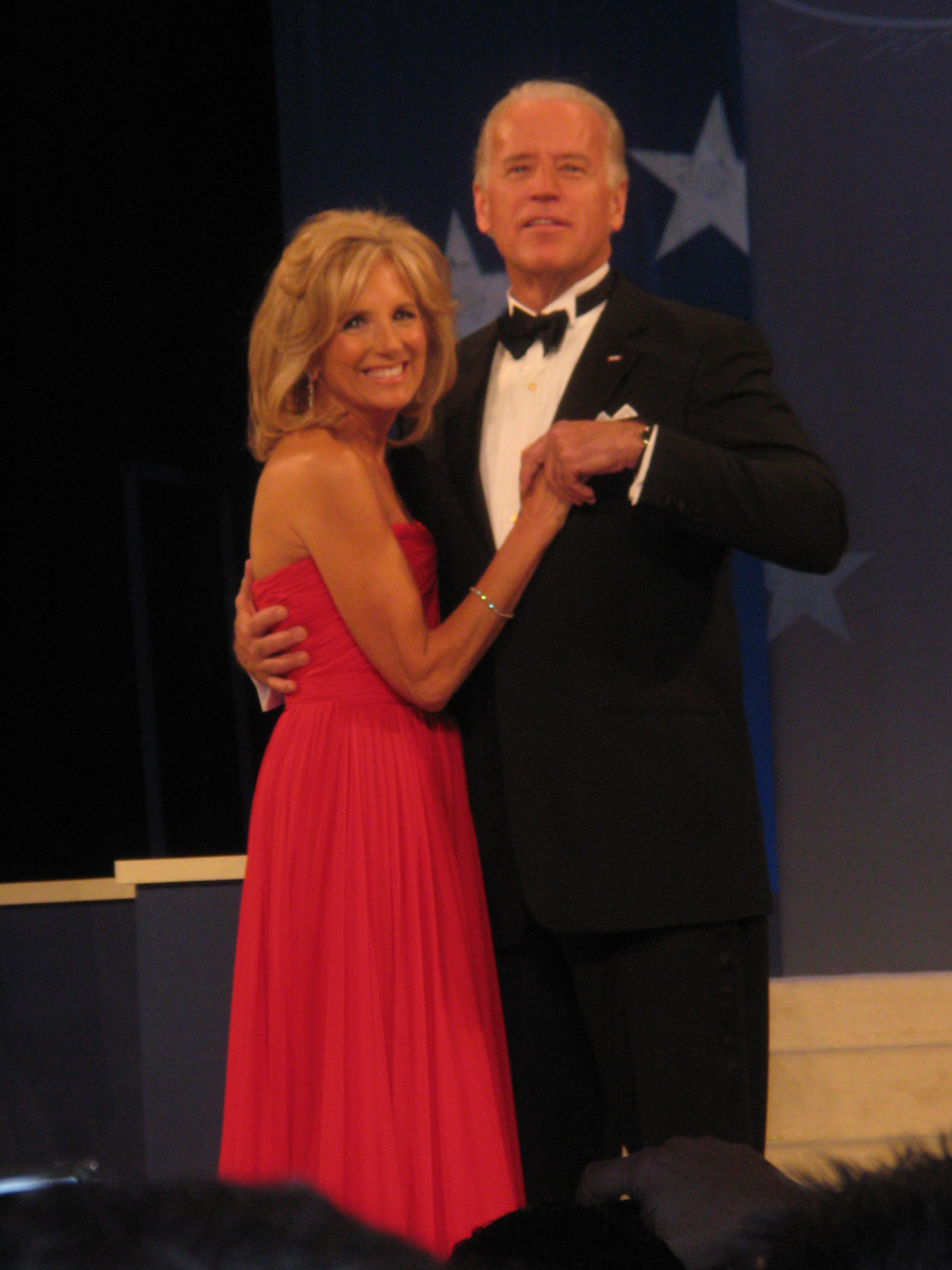
Jill e Joe Biden dançando no Baile Inaugural do presidente Obama, em 20 de janeiro de 2009.

Apesar de se mudar para o Number One Observatory Circle como segunda-dama dos Estados Unidos, Jill pretendia continuar ensinando em uma faculdade comunitária da área de Washington, e vários deles a recrutaram. Em janeiro de 2009, ela começou a ensinar dois cursos de inglês como professora adjunta no campus de Alexandria do Northern Virginia Community College (NOVA), a segunda maior faculdade comunitária do país. É raro que segundas-damas trabalhem enquanto seus cônjuges atuam como vice-presidentes, e acredita-se que ela foi a primeira segunda-dama a manter um emprego remunerado enquanto seu marido era vice-presidente. Nos anúncios da Casa Branca e por sua preferência, ela foi referida como "Dra. Jill Biden."
Catherine Russell, uma ex-conselheira do Comitê de Relações Exteriores do Senado, foi nomeada chefe de gabinete de Biden por seu papel de segunda-dama. Courtney O’Donnell, uma ex-porta-voz de Howard Dean e Elizabeth Edwards, foi nomeada sua diretora de comunicações e Kirsten White, uma advogada da Morgan, Lewis & Bockius, sua diretora de políticas. Como segunda-dama, Jill tinha uma equipe de oito pessoas no total e ocupava uma suíte de canto no Eisenhower Executive Office Building.
Em maio de 2009, Obama anunciou que Jill Biden seria a responsável por uma iniciativa para aumentar a conscientização sobre o valor das faculdades comunitárias. Ela continuou dando duas aulas de leitura e escrita em inglês na NOVA no outono de 2009. Em janeiro de 2010, ela fez o discurso de formatura de inverno da Universidade de Delaware, o primeiro discurso feito por ela em uma grande universidade. Em agosto de 2010, ela apareceu como ela mesma em um episódio de Lifetime's Army Wives, tornando-se parte de sua campanha para aumentar a conscientização das famílias de militares.

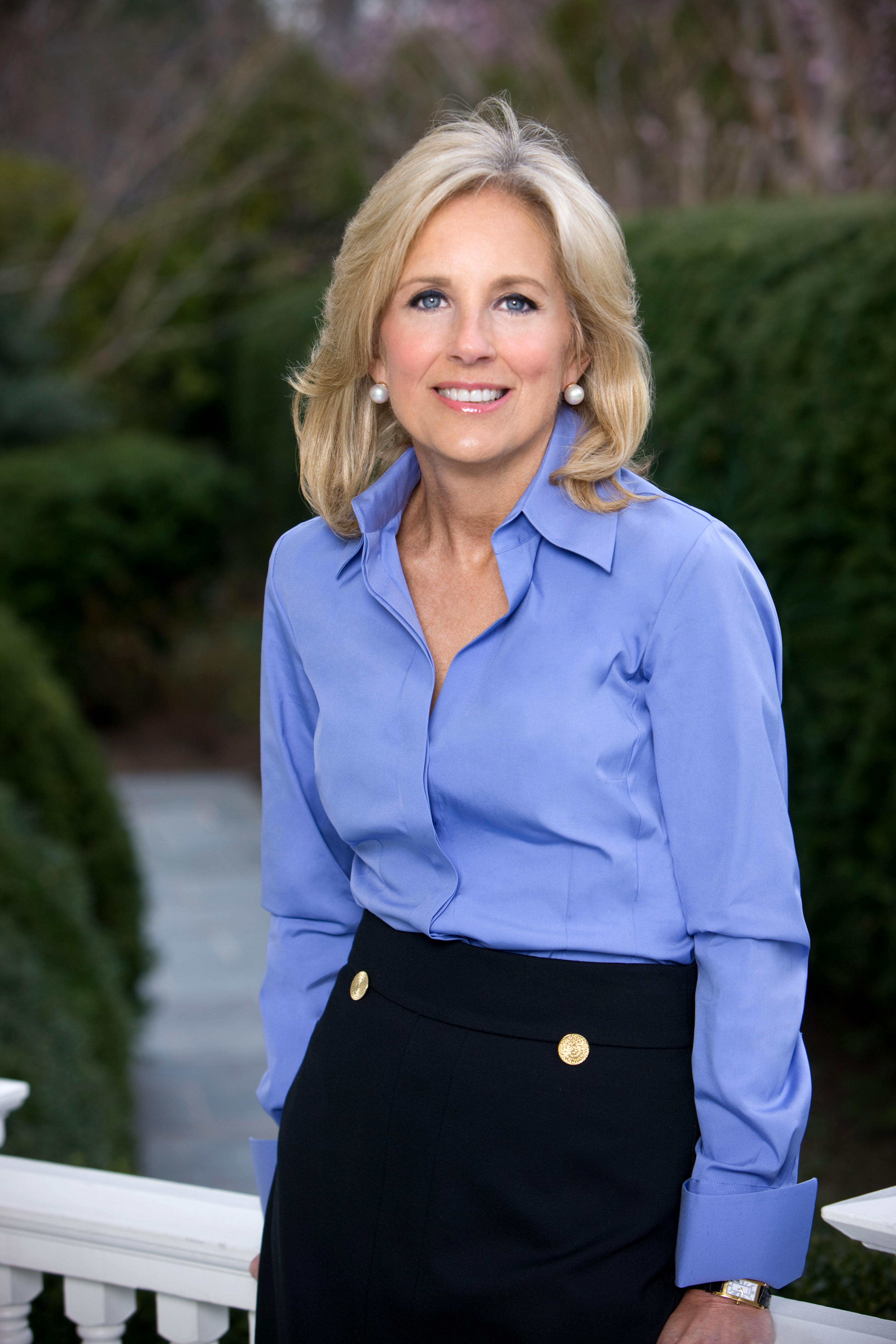
Retrato oficial, em março de 2009.

Em abril de 2011, ela e Michelle Obama fundaram uma iniciativa nacional, Juntando Forças, para mostrar as necessidades das famílias de militares dos EUA. Em setembro de 2011, deu seu apoio à campanha FWD da USAID, um esforço para conscientizar sobre a fome mortal, guerra e seca que afetou mais de 13 milhões de pessoas no Corno de África.
Ela continuou a lecionar na NOVA, e em 2011 ocupou uma posição permanente como professora associada, ensinando três cursos de inglês e redação dois dias por semana. Ela tornou sua posição o mais normal que pôde, dividindo um cubículo com outro professor, mantendo o horário normal de trabalho para os alunos e tentando fazer com que seus acompanhantes agentes do Serviço Secreto se vestissem da forma mais discreta possível. Seus alunos muitas vezes não sabiam exatamente quem ela era, referindo-se a ela simplesmente como "Dra. B". Ela disse a um colega: "Minha linha padrão quando os alunos me perguntam se sou casada com o vice-presidente é dizer que eu sou um de seus parentes. Isso geralmente os acalma."
Um exame do The New York Times de seus e-mails enquanto a segunda-dama concluiu que "ela compartilhou as vantagens da Casa Branca com seus colegas professores, conseguindo ingressos para eventos na sede do governo americano, como uma visita ao jardim e um passeio de férias. Mas ela não parecia puxar pela hierarquia; quando ela precisava tirar uma folga do trabalho — para participar de um evento com os Obama ou fazer uma viagem ao exterior com seu marido — ela solicitou permissão da faculdade." Em fevereiro de 2012, ela encenou um excursão de ônibus "Community College to Career" com a secretária do Trabalho Hilda Solis, com o objetivo de mostrar alianças entre faculdades comunitárias e empresas locais e regionais.
Sua vida com o marido no Number One Observatory Circle tendia para o informal e girava em torno da família e de seus netos próximos. Em junho de 2012, ela publicou um livro infantil, Don't Forget, God Bless Our Troops, baseado em torno da implantação de seu enteado Beau. No mesmo mês, a filha dos Bidens, Ashley, uma assistente social e funcionária do Departamento de Serviços para Crianças, Jovens e Suas Famílias de Delaware, se casou.

### Campanha presidencial de 2012
Na eleição presidencial dos EUA de 2012, em que seu marido estava concorrendo à reeleição como vice-presidente, Biden desempenhou um papel modesto. Ela não diminuiu sua programação de ensino e fez poucas aparições em campanhas solo. Isso refletia seu desgosto contínuo pela política e por falar em público, embora a campanha de Obama a considerasse valiosa para conectar-se com famílias de militares, professores e mulheres.

### 2º Mandato (2013-2017)

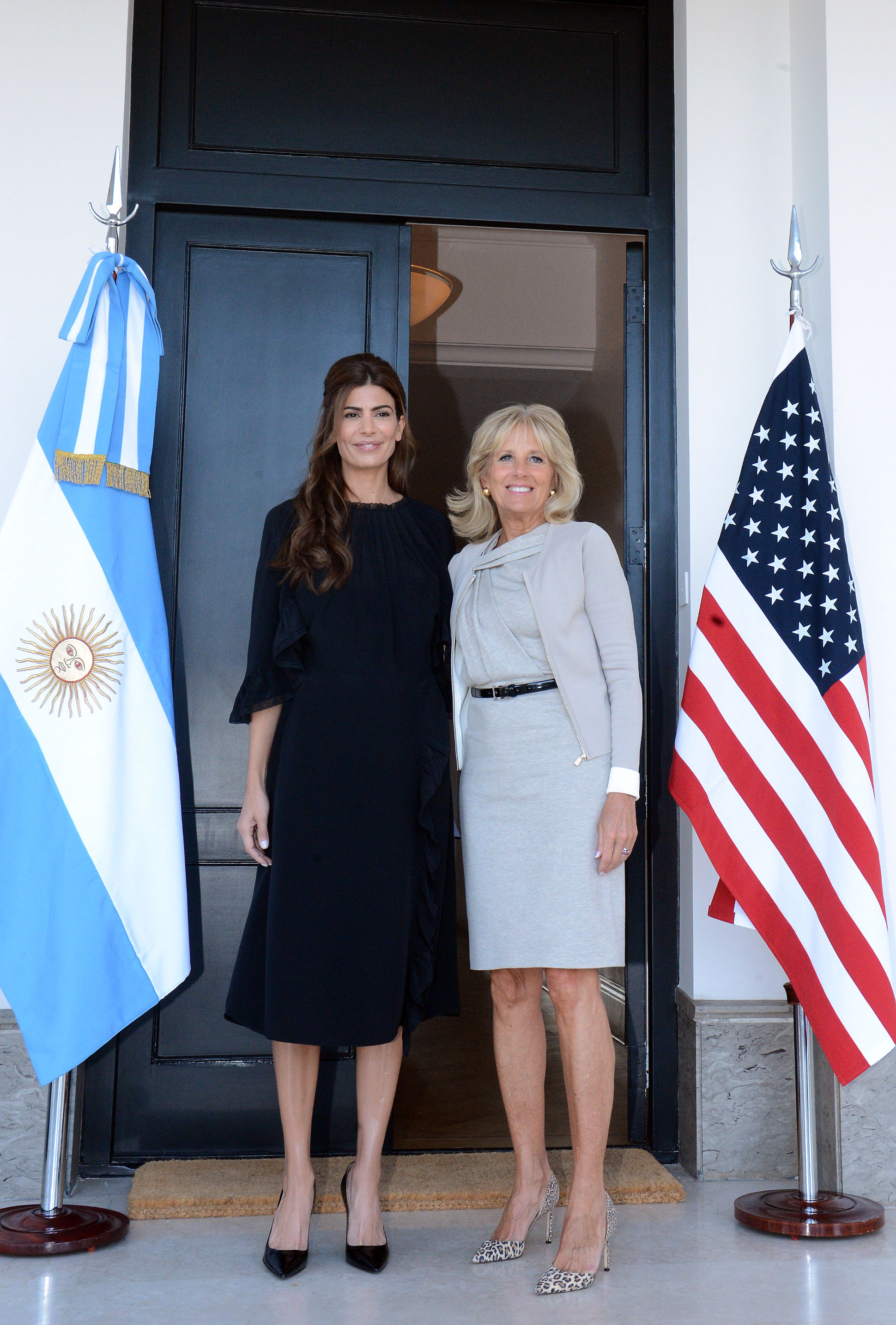
Jiil Biden com Juliana Awada, primeira-dama da Argentina durante sua visita a Buenos Aires, junho de 2016.

Após a reeleição de Obama e de seu marido em 6 de novembro de 2012, Jill iniciou um segundo período como segunda-dama. Ela usou um vestido de seda azul por Vera Wang quando ela apareceu nos bailes inaugurais em janeiro de 2013.
Durante esse segundo período, Jill continuou envolvida no apoio a militares, incluindo várias visitas ao centro para a instalação de reabilitação Intrepid para amputados e comparecimento aos Jogos Invictus inaugurais em Londres. Durante as eleições de meio de mandato para o Congresso dos Estados Unidos em 2014, ela fez campanha para vários democratas, incluindo alguns em disputas de alto nível, como Mark Udall no Colorado e Michelle Nunn na Geórgia.
Em maio de 2015, ela sofreu com a morte de seu enteado Beau Biden ocasionada por um câncer no cérebro. Mais tarde, ela disse que a perda "foi totalmente devastadora. Minha vida mudou em um instante. Durante toda a doença dele, eu realmente acreditei que ele viveria, até o momento em que ele fechou os olhos, eu nunca perdi a esperança." Ela estava presente ao lado do marido no Rose Garden em 21 de outubro de 2015, quando ele anunciou que não se candidataria à indicação presidencial do Partido Democrata nas eleições de 2016. Por seu próprio relato, ela ficou desapontada com sua decisão, acreditando que seu marido era altamente qualificado para o cargo, e "teria sido o melhor presidente."
Jill Biden continuou a ensinar na NOVA, lidando com uma carga completa de cinco classes durante o semestre do outono de 2015. Em 2016, ela esteve presente com seu marido em uma turnê de escuta do Cancer Moonshot 2020, um esforço que ela estava liderando. Em março de 2016, ela chefiou a festa oficial que deu as boas-vindas ao astronauta americano Scott Kelly de volta à Terra após seu quase ano inteiro no espaço.

## Atividades subsequentes
Jill e Joe lançaram a Fundação Biden em fevereiro de 2017, com o objetivo de permitir o engajamento em causas que mais lhes interessavam, incluindo o foco na prevenção da violência contra as mulheres, sua iniciativa lunar e seus interesses em faculdades comunitárias e famílias de militares. Naquele mesmo mês, ela foi nomeada presidente do conselho da Save the Children; ela disse: "Acho que [a] ênfase deles na educação se encaixa no trabalho da minha vida." Seu marido era visto como um ex-vice-presidente popular e ela foi aplaudida de pé quando foi uma apresentadora no 71º Tony Award.
Em junho de 2017, o casal comprou uma casa de férias fora da água de US$ 2,7 milhões em Rehoboth Beach, Delaware, perto do Parque Estadual Cape Henlopen, onde planejavam hospedar membros de sua extensa família. A possibilidade de comprar a propriedade da família deveu-se em parte aos acordos que assinaram com a Flatiron Books ao deixar o cargo, com Jill contratada para escrever um e seu marido dois livros. De fato, em 2019, o casal relatou uma renda de cerca de US$ 15 milhões desde que deixou a vice-presidência, incluindo US$ 700.000 em palestras para ela. O casal também aumentou substancialmente suas doações de caridade durante esse período.

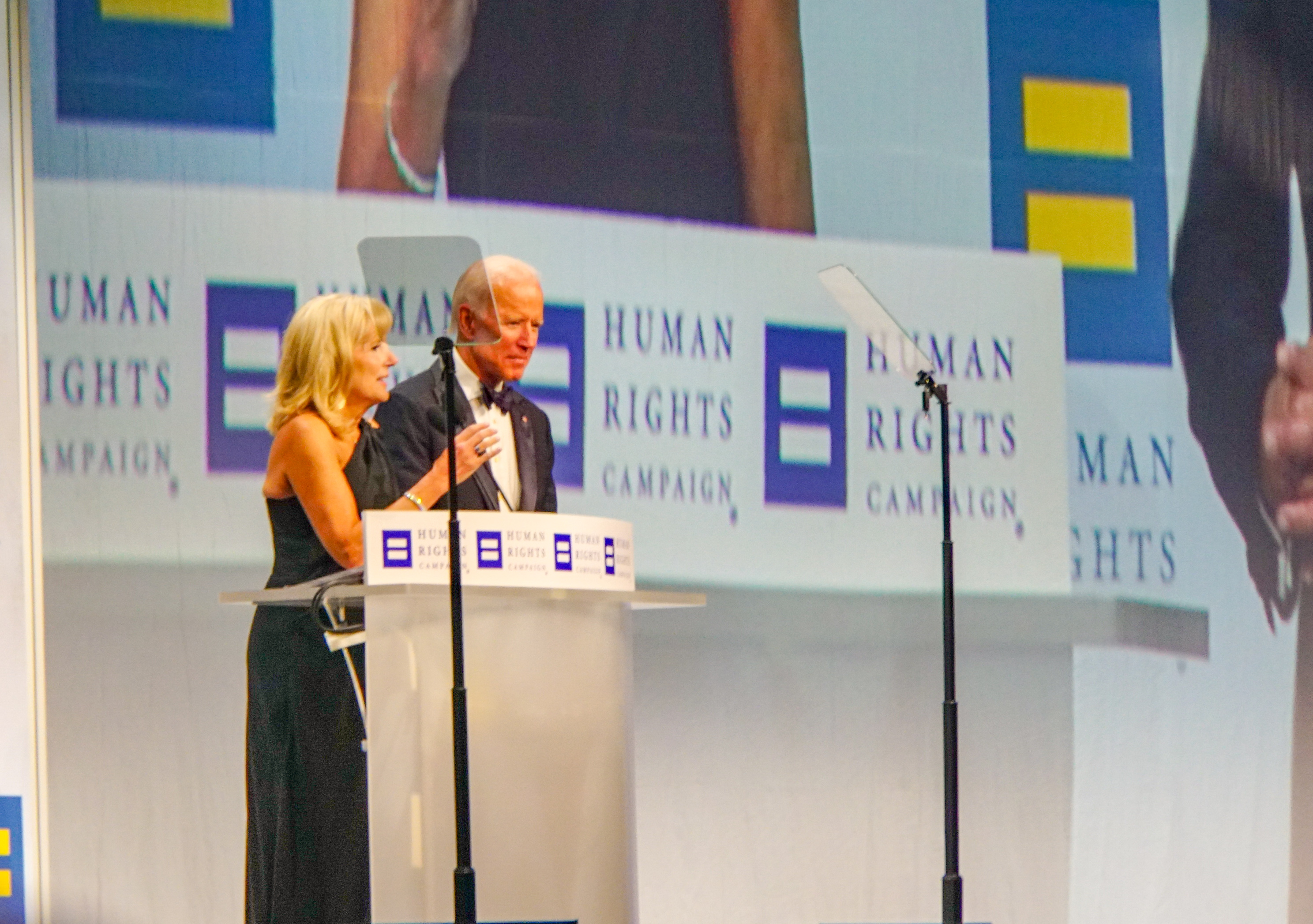
Os Bidens num jantar de Campanha dos Direitos Humanos em 2018.

Jill Biden continuou a dar aulas em tempo integral na NOVA depois que seu marido deixou o cargo, com um salário de quase US$ 100.000. Ela foi selecionada para abrir o discurso de abertura na formatura do Milwaukee Area Technical College em maio de 2017. Ela falou na abertura de uma conferência de professores na Califórnia em julho de 2017, enfatizando a importância das comunidades apoiarem seus professores, dado o estresse emocional e circunstancial sob o qual muitas vezes têm de funcionar. Então, em maio de 2018, ela fez um discurso de formatura no Bishop State Community College, no Alabama, dizendo aos formandos que "talvez, como eu, a vida atrapalhou e você demorou muito mais do que esperava para chegar aqui hoje... Seja você quem for, saiba disso, se você pode atravessar este palco, pode fazer qualquer coisa." Em fevereiro de 2019, ela falou para a turma de formandos da Escola de Aprendiz de Newport News, dizendo que percebeu que muitos deles estavam em situações complicadas da vida com múltiplas responsabilidades, e que "às vezes seu dia é um quebra-cabeça que nunca parece ser concluído... Mas não importa aonde a vida o leve, a partir de hoje você é um mestre de uma embarcação, um construtor naval e um líder, e ninguém pode tirar isso de você."
Em maio de 2019, seu livro de memórias Onde a Luz Entra: Construindo Uma Família, Descobrindo a Mim Mesma foi publicado. O livro tem pouco conteúdo político, enfocando aspectos da família. Nele, ela afirma que, embora esteja "grata" por ter sido uma segunda-dama, "o papel em que sempre me senti mais à vontade é ser 'Dr. B.'". O USA Today chamou de "um livro de memórias frequentemente comovente que traça sua jornada de uma adolescente rebelde a uma jovem divorciada e à segunda-dama dos Estados Unidos." Jill fez algumas sessões de autógrafos para ajudar a promover o trabalho.

## Papel na campanha presidencial de 2020
Em relação à possibilidade muito discutida de seu marido concorrer nas eleições presidenciais dos Estados Unidos em 2020, Jill foi uma participante-chave em seu processo de tomada de decisão. Por um relatório em março de 2019, ela era "entusiasticamente" a favor de sua candidatura.

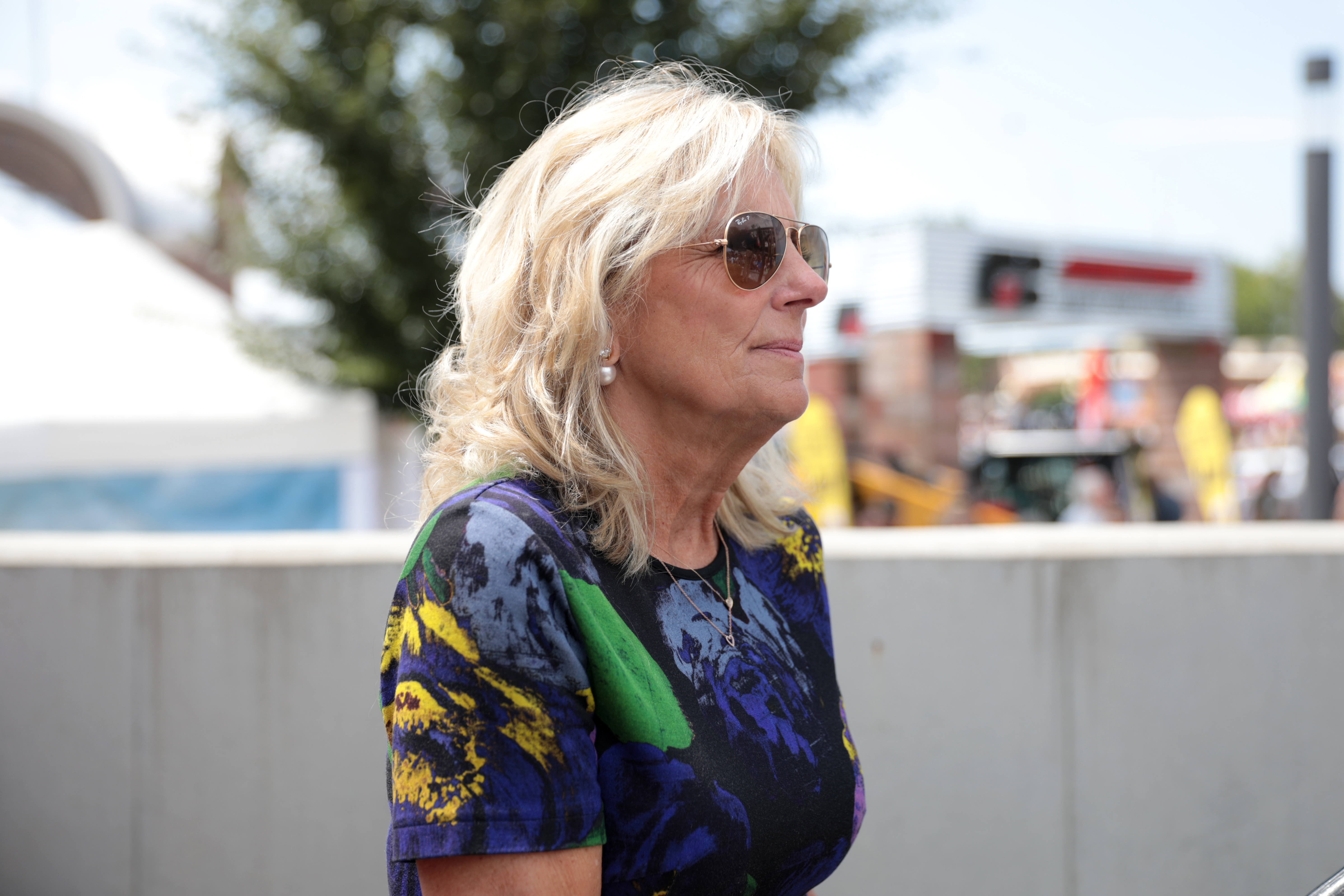
Jill em um evento de campanha em agosto de 2019,

A campanha presidencial de Joe Biden em 2020, foi oficialmente anunciada em 25 de abril de 2019. A manchete da revista Town and Country declarou que "Jill Biden pode ser apenas o maior ativo político de Joe Biden".
Dias depois, Biden abordou a questão das mulheres que acusaram seu marido de contato físico impróprio que as deixavam desconfortáveis, dizendo: "Acho que você não percebe quantas pessoas se aproximam de Joe. Homens e mulheres em busca de conforto ou empatia. Mas daqui para frente, acho que ele vai ter que julgar — ser um juiz melhor — de quando as pessoas se aproximam dele, como ele vai reagir. Que ele talvez não deva se aproximar delas." Ela disse que tinha experimentado intrusão masculina no espaço pessoal no passado e que "eu meio que me afastei. Não abordei isso... as coisas mudaram. Houve um tempo em que as mulheres tinham medo de falar. Lembro-me especificamente que era em uma entrevista de emprego... se a mesma coisa acontecesse hoje, eu me viraria e diria: 'O que você pensa que está fazendo?'... é totalmente diferente." Ela também atraiu a atenção dizendo que "é hora de seguir em frente" com relação ao papel de seu marido em 1991 sobre Anita Hill e a indicação de Clarence Thomas para a Suprema Corte.
Jill continuou a dar aulas na NOVA durante 2019, a certa altura dizendo a um repórter: "Estou aqui classificando artigos de pesquisa entre as entrevistas." Ela encenou aparições sem o marido nos primeiros estados do concurso, como Iowa, em alguns casos acompanhada por uma neta. Ela atraiu atenção durante uma parada de campanha em New Hampshire, quando enfatizou o argumento da elegibilidade em favor de seu marido, dizendo: "você sabe, seu candidato pode ser melhor, não sei, cuidados de saúde, do que Joe, mas você tem que ver quem vai ganhar esta eleição, e talvez você tenha que engolir um pouco e dizer, 'OK, eu pessoalmente gosto mais de fulano de tal', mas seu resultado final tem que ser que nós temos que vencer Trump."

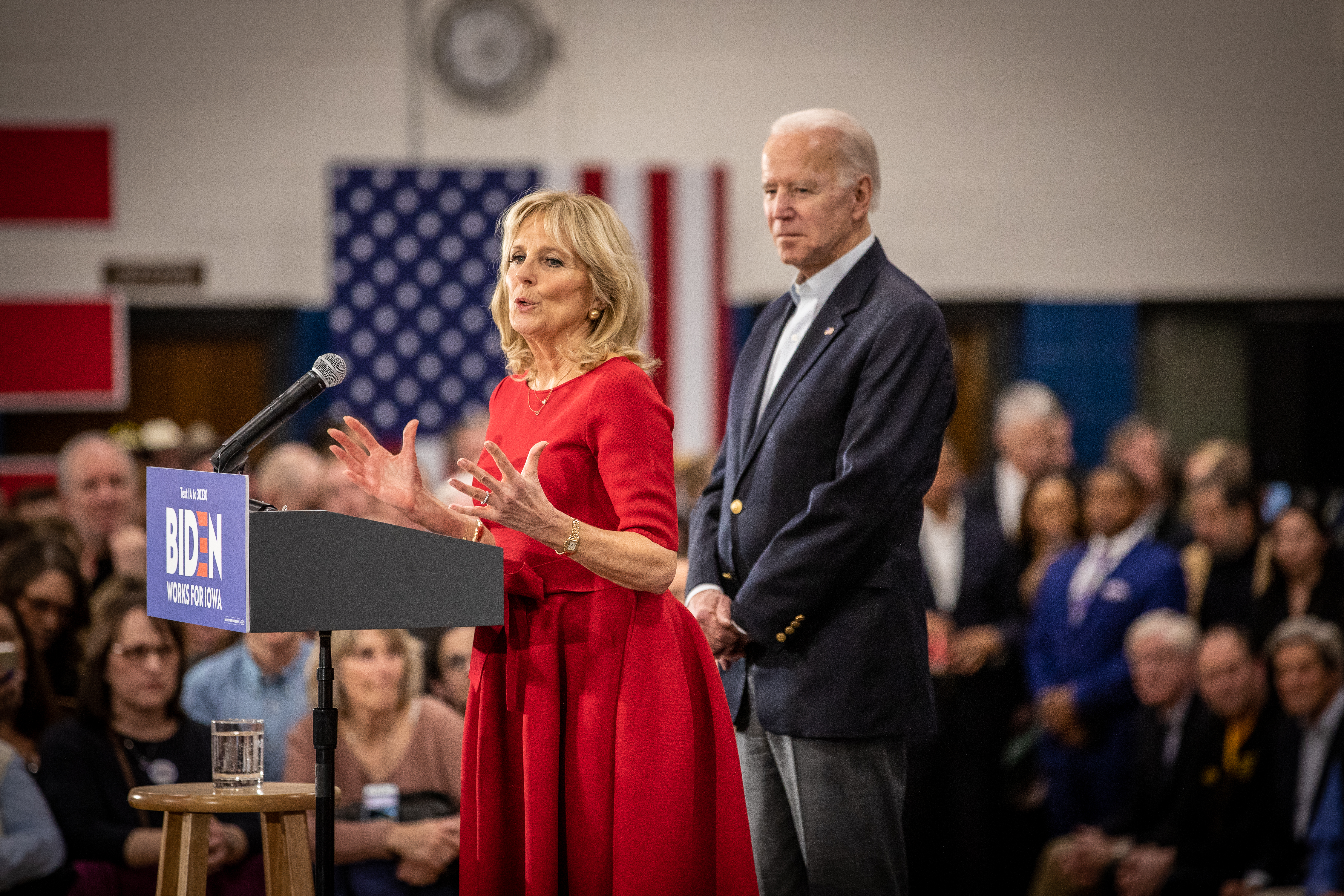
O Bidens em Des Moines na véspera da convenção política de fevereiro de 2020 em Iowa.

Depois que Hunter Biden se tornou uma figura no escândalo relacionado à Ucrânia que levou a abertura de um impeachment presidencial, ela foi inflexível em defendê-lo: "Hunter não fez nada de errado. E esse é o resultado final." A tensão do julgamento de impeachment subsequente foi o suficiente para romper a amizade que ela tinha com o senador da Carolina do Sul Lindsey Graham, que repetidamente convocou Hunter Biden para ser interrogado como testemunha no julgamento.
Pela primeira vez, Jill Biden relutantemente tirou uma licença da NOVA para o semestre da primavera de 2020, para que ela pudesse estar na campanha em tempo integral. Nas semanas que antecederam os caucuses de Iowa, ela às vezes encenava mais aparições de campanha naquele estado do que o marido. Ela deu seu endereço de e-mail de campanha aos eleitores, caso eles quisessem fazer suas perguntas de acompanhamento. Em aparições conjuntas, ela às vezes falava depois dele, atuando no papel "mais próximo." Ela ganhou alguma atenção da mídia durante as primárias da superterça de 3 de março quando, durante o discurso de Joe Biden depois de experimentar uma série de vitórias em todo o país, ela bloqueou fisicamente um manifestante de chegar até ele.
Com o marido se tornando o provável candidato democrata, em junho de 2020 ela publicou o livro infantil Joey: A História de Joe Biden, que o retratava como tendo sido "corajoso e aventureiro" quando criança, apesar de ter uma gagueira pela qual sofreu bullying. Em julho de 2020, ela falou sobre o impacto da pandemia de COVID-19 na educação, aparecendo em um vídeo com seu marido para enfatizar que ela entendia as frustrações que crianças, pais e professores estavam tendo com substitutos virtuais da educação, mas dizendo que "escolas e os pais desejam uma estratégia clara e baseada na ciência, não mensagens confusas e ultimatos." Ela criticou a secretária de Educação dos Estados Unidos, Betsy DeVos, pelo que viu como motivações políticas ao defender a reabertura das escolas de qualquer forma, e disse que “a primeira coisa que [Joe Biden] vai fazer é escolher uma secretária de educação, que é educadora de uma escola pública e tem experiência em sala de aula. Quer dizer, ouço isso repetidamente — chega de Betsy DeVos."
Ela esteve fortemente envolvida no processo de seleção para vice-presidente que resultou na escolha da senadora Kamala Harris. Na segunda noite da Convenção Nacional Democrata de 2020 virtual, Jill falou da sala de aula na Brandywine High School, onde ela já havia ensinado inglês. Ela traçou paralelos entre o sofrimento da família e a situação difícil do país, dizendo: "Como você faz uma família desfeita? Da mesma forma que você faz uma nação inteira. Com amor e compreensão e com pequenos atos de bondade, com bravura, com firmeza fé." Durante a reta final da eleição geral, ela fez campanha na região do Vale do Delaware, na Pensilvânia, perto de sua cidade natal, enfatizando a importância do estado instável e do voto feminino, dizendo: "Vocês decidirão, vocês, as mulheres, decidirão o futuro deste estado e deste estado pode determinar a eleição inteira."

## Primeira-dama dos Estados Unidos (2021 - presente)
Joe Biden foi eleito presidente e assumiu o cargo em 20 de janeiro de 2021. Jill é a primeira esposa desde Barbara Bush a ocupar os cargos de segunda-dama e primeira-dama e é a primeira esposa desde Pat Nixon a ocupá-los não consecutivamente. Também é a primeira primeira-dama ítalo-americana. Ela reiterou que planeja continuar ensinando, o que a tornaria a primeira esposa de um presidente dos Estados Unidos em exercício a ter um emprego remunerado fora da Casa Branca. Em meados de novembro de 2020, foi anunciado que seu chefe de gabinete como primeira-dama seria a advogada e diplomata Julissa Reynoso Pantaleon e que seu conselheiro sênior na função seria o membro da campanha Anthony Bernal. Em dezembro de 2020, um artigo do escritor Joseph Epstein no The Wall Street Journal, que exortava a primeira-dama que chegava a largar o "Dra." de sua forma de tratamento preferida por não ser médica, foi recebida com uma reação generalizada, especialmente entre as mulheres profissionais. Após a eleição presidencial, a então primeira-dama Melania Trump não convidou Jill Biden para ir à Casa Branca para um chá e uma excursão, o que anteriormente era uma tradição na transição presidencial de poder.

## Livros
- Student Retention at the Community College: Meeting Students' Needs (University of Delaware, 2007) [Ed.D. disseration]
- Don't Forget, God Bless Our Troops (Simon & Schuster, 2012) [children's, illustrations by Raúl Colón]
- Where the Light Enters: Building a Family, Discovering Myself (Flatiron Books, 2019)
- Joey: The Story of Joe Biden (Simon & Schuster, 2020) [children's, illustrations by Amy June Bates]